# Paradromulia lignifascia
Paradromulia lignifascia är en fjärilsart som beskrevs av W. Warren 1902. Paradromulia lignifascia ingår i släktet Paradromulia och familjen mätare. Inga underarter finns listade i Catalogue of Life.